# 아인 오세라
아인 오세라(Aïn Oussera), 또는 이인 오사라(Aïn Oussara, 아랍어: عين وسارة)는 알제리 젤파주에 있는 지역이다. 2005년 기준 총 인구는 134,174명이다. 수도 알제에서 남쪽으로 200km 떨어진 곳에 위치한 이 도시는 1번 사하라 횡단 고속도로 간선 도로와 교차한다. 2000km가 넘는 알제리 전역을 남북으로 가로지르는 도로는 남쪽 국경의 알제와 타만라세트 근처의 말리를 연결한다. 아인 오세라는 1990년부터 15MW 에스 살람 원자로로 인해 급속한 인구가 갑작스럽게 증가하기도 했었다.